# Tea (album)
Tea je treći studijski album pjevačice Tee Tairović. Izdao ga je T Music 1. lipnja 2024. godine.

## Popis pjesama
| Br. | Skladba            | Trajanje |
| --- | ------------------ | -------- |
| 1.  | »Zbogom ljubavi«   |          |
| 2.  | »Bakšiš«           | 3:11     |
| 3.  | »Pozovi«           | 3:01     |
| 4.  | »Pec«              | 3:00     |
| 5.  | »Naivčina«         | 3:50     |
| 6.  | »Titanik«          | 3:53     |
| 7.  | »TeaNucci«         | 2:14     |
| 8.  | »Ola«              | 2:19     |
| 9.  | »Nek ti je srećno« | 3:39     |
| 10. | »Udri«             | 2:47     |
| 11. | »Ime mi je ljubav« | 3:18     |
| 12. | »Veštice«          | 2:57     |

## Izdanja
| Regija | Datum           | Format(i) | Izdavač |
| ------ | --------------- | --------- | ------- |
| Svijet | 1. lipnja 2024. | streaming | T Music |